# Aviv Kochavi
Aviv Kochavi (Kiryat Bialik, 23 aprile 1964) è un generale israeliano.
Già responsabile del Comando Nord e direttore dell'intelligence militare (Aman) dal novembre 2010 al settembre 2014, dal 15 gennaio 2019 al 16 gennaio 2023 ha ricoperto la carica di capo di stato maggiore (Ramatkal) delle Forze di difesa israeliane.